# Carte en T

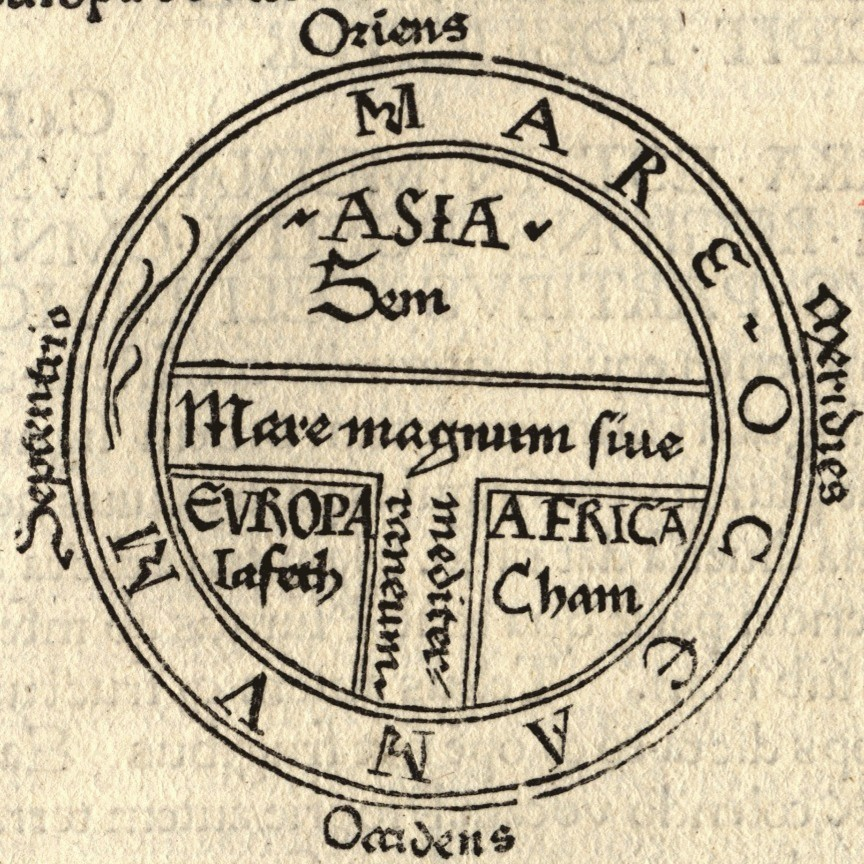
Carte T-O des Étymologies d'Isidore de Séville.

Une carte en T, ou carte en TO (TO pour Terrarum Orbis), était une représentation du monde connu au Moyen Âge. Sur la carte TO, tournée vers l'Orient, les trois continents connus formant l'écoumène, l'Asie, l'Europe et l'Afrique sont placés de part et d'autre de barres verticale et horizontale, formant un T.

## Description

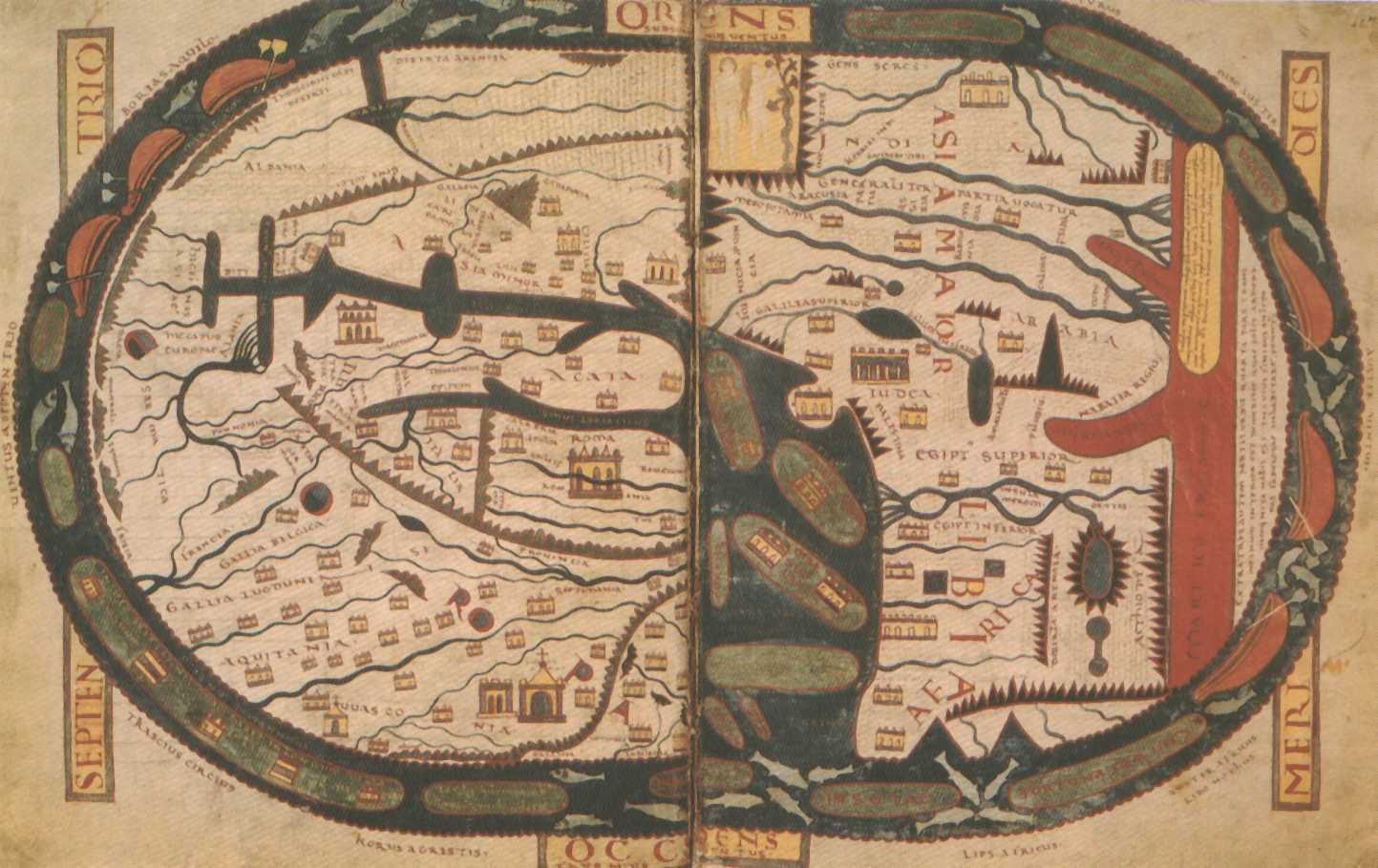
Mapa Mundi de Beatus de Liébana conservé dans le manuscrit de Saint Sever.

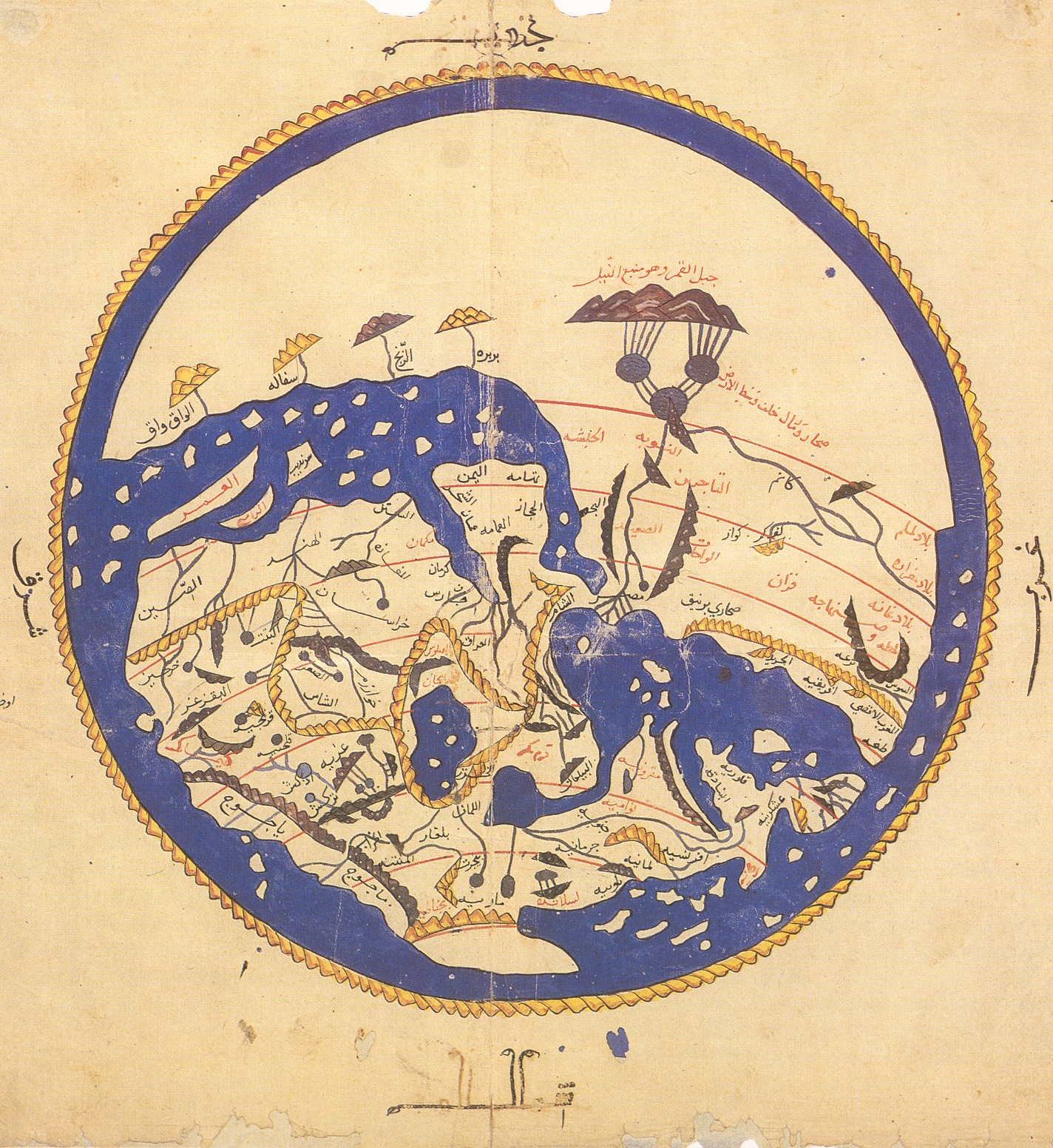
Le monde d'al-Idrīsī orienté sud/nord

Le monde connu au Moyen Âge, tel que décrit par l'érudit du VIIe siècle Isidore de Séville dans son Etymologiae, est ainsi :
« Orbis a rotunditate circuli dictus, quia sicut rota est […] Undique enim Oceanus circumfluens eius in circulo ambit fines. Divisus est autem trifarie: e quibus una pars Asia, altera Europa, tertia Africa nuncupatur. »
« Le monde est dit « rond » d'après la rondeur d'un cercle, parce que le monde est tel une roue […] En effet, l'Océan qui l'entoure de toutes parts le délimite par un cercle. Il est divisé en trois parties, d'une part l'Asie, en second l'Europe et en troisième l'Afrique. »
Sur la carte TO, tournée vers l'Orient, les trois continents connus formant l'écoumène, l'Asie, l'Europe et l'Afrique sont placés de part et d'autre de barres verticale et horizontale, formant un T :
- Au-dessus de la barre horizontale se trouve l'Asie ;
- À gauche de la barre verticale (symbolisant la Méditerranée) se trouve l'Europe ;
- À droite se trouve l'Afrique ;
- La barre placée horizontalement représente le Tanaïs et le Nil, supposés être en ligne.

À l'intersection des deux barres, on trouve la ville de Jérusalem (avec le tombeau du Christ), centre du monde.
Le T est entouré d'un O représentant l'océan, d'où le nom de carte TO.
Cette tripartition du monde correspond à une métagéographie (en) religieuse : la Trinité et le peuplement de la terre par les trois fils de Noé, Sem,  Japhet  et Cham font que l'Asie, le territoire de l'ainé, Sem, est situé en haut, dans le passé ; Japhet et Cham se partagent l'Europe et l'Afrique, la limite entre les deux étant la Méditerranée. La mappemonde est ainsi littéralement « orientée », l'espace-temps s'organisant de l'est en haut à l'ouest en bas, comme le Soleil dont le cours rappelle quotidiennement celui de l'histoire de l'humanité. Le T est assimilé au tau de la Croix grecque,.
La carte en TO, reprend le modèle circulaire d’Hécatée de Milet et d'Anaximandre, Jérusalem remplaçant Delphes comme omphalos du Monde.
Alors que ce type de représentation du monde liée à des croyances religieuses perdurait sur les terres d'Occident jusqu'au XIIe siècle, la superficie des terres de l'Eurasie cartographiées en Chine à la même époque était très largement supérieure.
La représentation TO fut progressivement abandonnée à partir du XIIe siècle. En effet, le roi Roger II de Sicile fit travailler à sa cour le géographe arabe Al Idrissi qui établit en 1154 une mappemonde connue à cette époque qui n'adoptait plus la représentation TO.

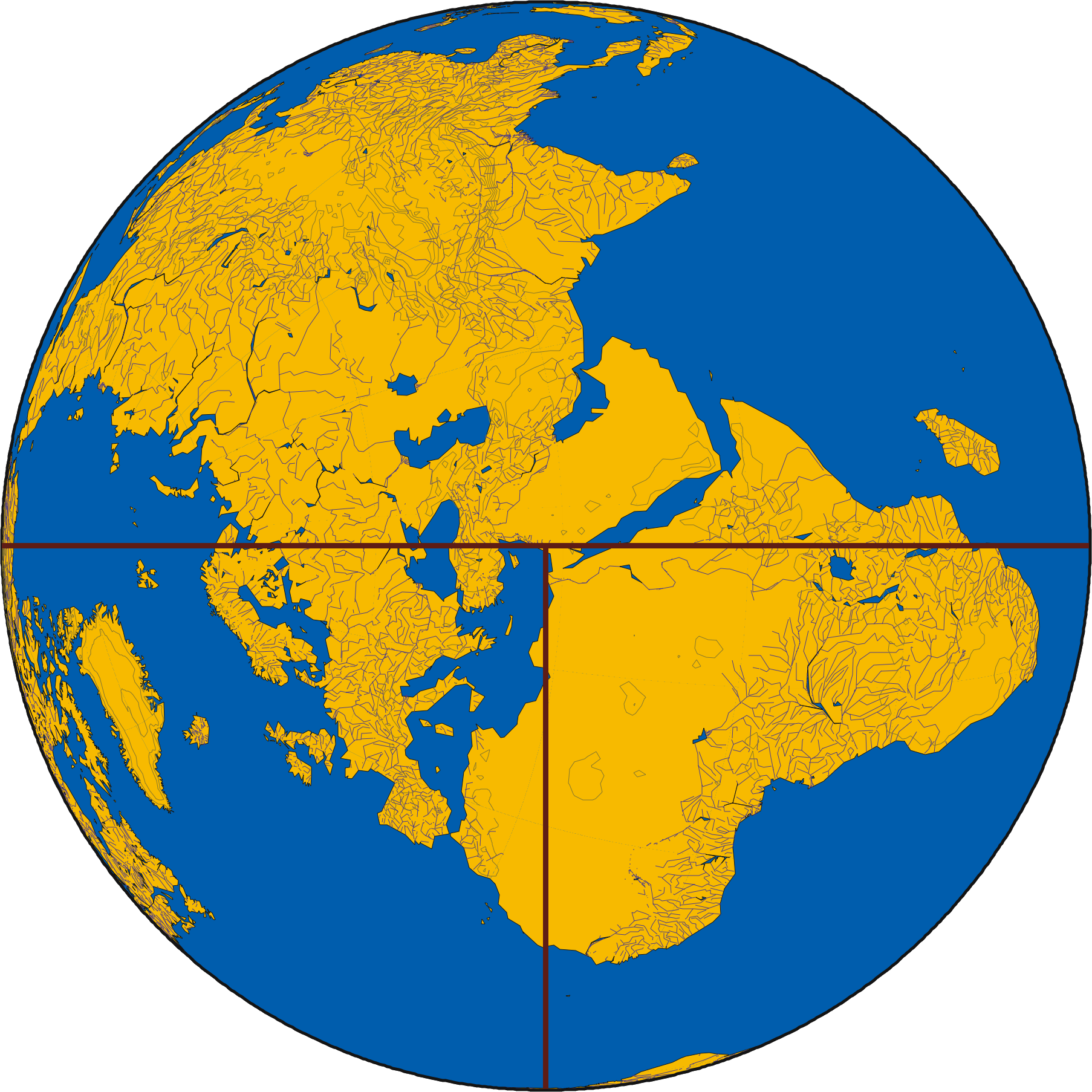
Représentation exacte d'une carte en T sous forme de mappemonde hémisphérique centrée sur Jérusalem, dans laquelle les zones les plus périphériques apparaissent déformées par la perspective sphérique.